# Capital Árabe de la Cultura
La Capital Árabe de la Cultura es una iniciativa de la Unesco, bajo el programa de Capitales Culturales, que promociona y promueve la cooperación y desarrollo de la cultura en los países árabes.

## Capitales Culturales
- 1996: El Cairo , Egipto
- 1997: Túnez , Túnez
- 1998: Sharjah , Emiratos Árabes Unidos
- 1999: Beirut , Líbano
- 2000: Riad , Arabia Saudita
- 2001: Kuwait , Kuwait
- 2002: Amán , Jordania
- 2003: Rabat , Marruecos
- 2004: Saná , Yemen
- 2005: Jartum , Sudán
- 2006: Mascate , Omán
- 2007: Argel  Argelia
- 2008: Damasco , Siria
- 2009: Jerusalén , Palestina
- 2010: Doha , Catar
- 2011: Sirte , Libia
- 2012: Manama , Baréin
- 2013: Bagdad , Irak
- 2014: Trípoli , Libia[1]
- 2015: Constantina , Argelia[2]
- 2016: Sfax , Túnez[3]
- 2017: Luxor , Egipto
- 2018: Uchda , Marruecos[4][5]